# 陈鑫
陈鑫（1963年—），江苏靖江人，汉族，中华人民共和国政治人物、全国人民代表大会江苏地区代表。

## 生平
毕业于南京医学院临床医学系心胸外科专业。担任南京市第一医院副院长。2008年起担任全国人大代表。2013年，被选为全国人大代表。2018年2月24日，当选为第十三届全国人大代表。